# Mysłowice

Mysłowices vapen.
Vapnet avbildar Johannes Döparens huvud.

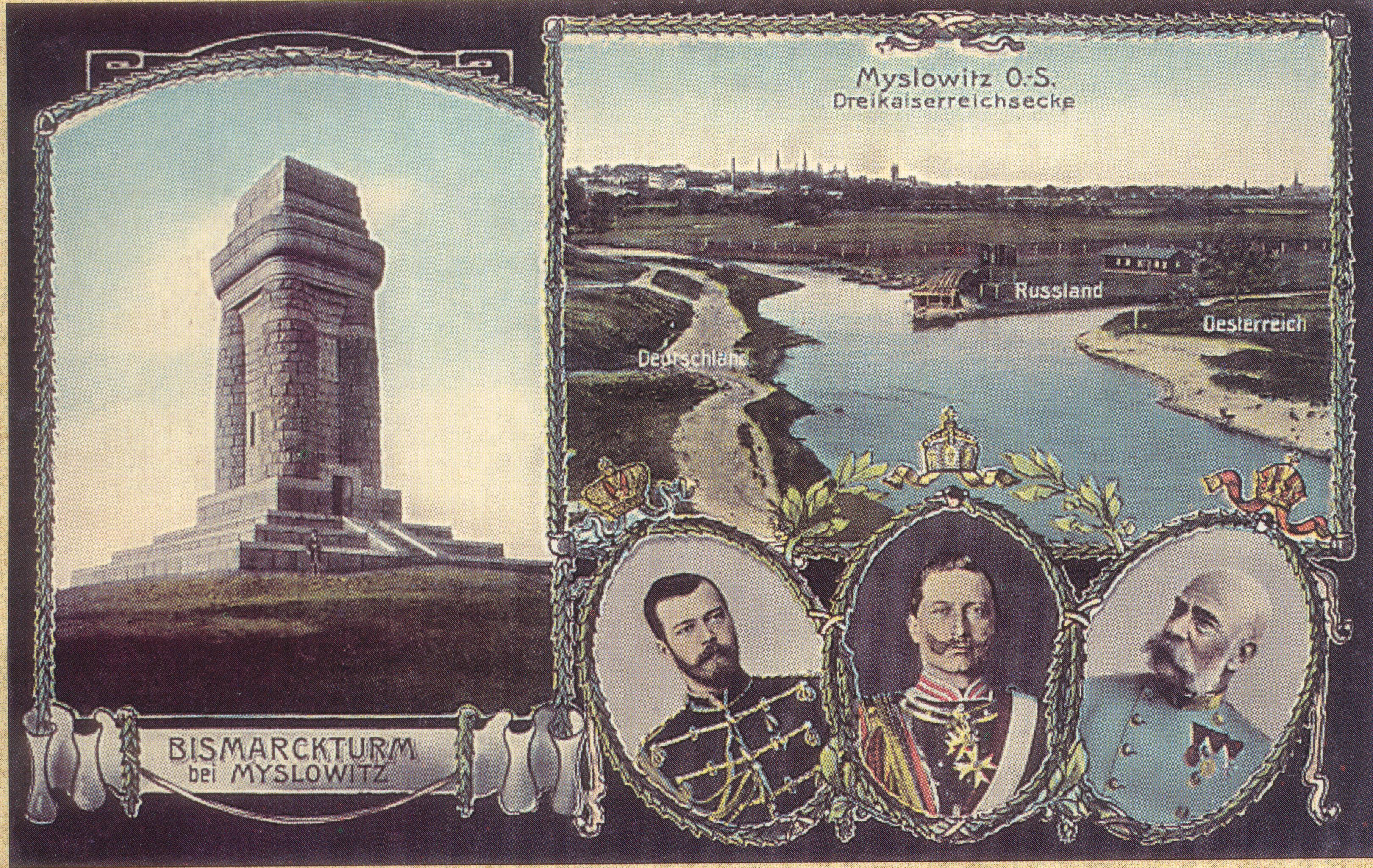
Trekejsarhörnet på vykort från 1907.

Mysłowice (tyska: Myslowitz) är en stad i Schlesiens vojvodskap i södra Polen, belägen 7 kilometer öster om Katowice. 

## Historia
Staden var tidigare känd för sina järnvägsverkstäder, zinkvalsverk och stenkolsbrytning. Från 1871 blev även det närbelägna Trekejsarhörnet känt, en trelandspunkt där fram till 1918 Tysklands, Österrike-Ungern och Rysslands gränser möttes. Mysłowice tillhörde då Tyskland, men tillföll efter första världskriget det nyupprättade Polen.